# Resistance: Fall of Man
Resistance: Fall of Man è un videogioco di genere sparatutto in prima persona a tema fantascientifico, sviluppato da Insomniac Games e pubblicato da Sony Computer Entertainment. È stato uno dei titoli di lancio esclusivi della console Sony di settima generazione, la PlayStation 3. Il gioco è stato pubblicato in Giappone l'11 novembre 2006, negli USA il 17 novembre 2006 e, successivamente, in Europa e Oceania il 23 marzo 2007. Ha avuto quattro seguiti, Resistance 2, Resistance: Retribution, Resistance 3 e Resistance: Burning Skies.
Successivamente alla sua distribuzione, Resistance: Fall of Man è diventato l'oggetto di un caso internazionale e di un'accesissima diatriba tra la Chiesa anglicana e Sony, a causa dell'inserimento non autorizzato degli interni della Cattedrale di Manchester tra i livelli del titolo e del loro utilizzo come teatro di una sanguinosa battaglia.

## Trama

### Ambientazione
La trama di Resistance: Fall of Man si svolge in una linea temporale alternativa in cui la seconda guerra mondiale non è esplosa e la Germania nazista e l'Italia fascista non sono mai esistite, ma in cui l'umanità deve combattere la minaccia mutante dei chimera. Inoltre, durante la prima guerra mondiale, in Russia, la Rivoluzione Comunista è stata schiacciata. Così l'Unione Sovietica non è mai esistita, ma i suoi territori fanno parte di un isolazionista ed autoritario Impero Russo, sotto la guida di uno Zar. Intorno al 1949, una specie di creature ostili chiamate Chimera, originate dall'evento di Tunguska, invasero dapprima l'Impero Russo e successivamente l'intera Eurasia e l'Africa. Solo la Gran Bretagna si salvò. Tuttavia i Chimera, nell'ottobre 1950, scavarono un tunnel sotto la Manica ed in poco tempo anche il Regno Unito si trovò sotto il loro controllo. Questa razza aliena è in grado di infettare i corpi di altre specie con degli insetti (chiamati Striscianti), per poi portarli in misteriosi laboratori nei quali, dopo una sorta di gestazione all'interno di bozzoli creati dagli stessi Striscianti, vengono trasformati in chimera; a questi viene successivamente fatto una sorta di lavaggio del cervello per renderli dei guerrieri con l'unico scopo di uccidere e far avanzare l'invasione. In America solo le più alte cariche governative conoscevano l'andamento dei fatti in Europa.

### Campagna
Nel luglio del 1951, Nathan Hale, sergente degli US Army Rangers, viene inviato con il suo battaglione in Gran Bretagna per fornire supporto nella guerra contro i Chimera. Nel corso dell'operazione, i soldati americani avrebbero assicurato l'invio di mezzi e rifornimenti presso la cittadina di York, prelevando in cambio i progetti di un'arma sviluppata in segreto dall'esercito inglese. Tuttavia, il convoglio di quest'ultimo cade in un'imboscata nella strada per Manchester e i Rangers statunitensi, una volta giunti sul luogo dello scambio, si ritrovano faccia a faccia con il nemico per la prima volta. La maggior parte degli uomini vengono uccisi nello scontro e i pochi sopravvissuti sono attaccati da creature simili a insetti, note come Striscianti, che li infettano con il virus Chimera. I soggetti contagiati cadono in uno stato di coma apparentemente irreversibile, tuttavia il sergente Hale riesce a svegliarsi, rivelandosi il primo essere umano noto ad aver sviluppato una forma di resistenza al patogeno.
Hale riesce a raggiungere un gruppo militare americano superstite guidato dal capitano Winters, rifugiatosi in una stazione degli autobus a sud-est della città per organizzare la controffensiva. In poco tempo l'edificio viene accerchiato dai Chimera che, non riuscendo ad avere la meglio, fanno piovere sul luogo le Cuspidi, una particolare arma che dopo l'impatto con il suolo rilascia interi sciami di Striscianti per diffondere il contagio su vaste aree in modo immediato. I soldati, privi di sensi, vengono prelevati dai Vettori, esseri simili a gigantesche meduse, e portati nei centri di conversione, dove i Chimera accelerano il processo di mutazione innescato negli esseri umani dal virus per trasformarli in unità del loro esercito. Hale si risveglia in una struttura situata nelle vicinanze di Grimsby, dove assiste al processo di creazione degli Ibridi, le creature che formano le truppe ordinarie dei Chimera. Nel corso della perlustrazione del luogo, egli incontra per la prima volta il capitano Rachel Parker, ufficiale dell'intelligence britannica che avrebbe dovuto prendere parte all'operazione di scambio prevista a York. Quest'ultima scorge nel sergente i segni inequivocabili delle prime modifiche genetiche causate dal virus alieno, come gli occhi tendenti al colore giallo: ciononostante, Hale riesce a guadagnare parte della sua fiducia aiutando lei e i suoi compagni di squadra a fuggire dalla base nemica. In seguito, vengono raggiunti da un velivolo alleato che li conduce a Manchester, dove avrebbero tentato il recupero dell'arma segreta trasportata dal convoglio.
Il perimetro di Manchester viene sorvegliato da una delle più temibili armi dei Chimera, gli Erranti, veicoli su quattro zampe robotiche in grado di muoversi agilmente sul campo di battaglia ed equipaggiati con missili terra-aria. Impossibilitata nel ricevere supporto aereo, la fanteria britannica è stata costretta a trincerarsi per giorni nelle rovine della città e a ricorrere a strategie di guerriglia urbana in attesa di ulteriori rinforzi. All'arrivo di Hale e delle unità capitanate da Parker, il destino della resistenza terrestre appare già compromesso e le ultime forze in campo tentano un disperato assalto verso la zona ovest del centro, dove è ancora confinato il convoglio. Nell'attacco perdono la vita centinaia di soldati, ma grazie a Cartwright e Hale, in molti si salvano. Rifiutando di salire sull'ultimo aereo di salvataggio, diretto in un accampamento presso Cardiff, Hale prende un tunnel sotterraneo dei Chimera, percorrendolo per molte miglia fino a raggiungere Londra. Qui si scopre la torre principale dei Chimera, molto più grande delle altre; Hale arriva alla conclusione che distruggendo la torre si sarebbero distrutti i Chimera.
I Britannici e le forze Americane (nel frattempo contattate da Parker), radunano le forze per un unico disperato attacco alla torre. Hale riesce ad arrivare in cima e a distruggere il reattore a fissione nucleare, causando una gigantesca esplosione che distrugge la torre principale. Una reazione a catena si propaga attraverso i tunnel dei Chimera distruggendo tutte le torri collegate e uccidendo gli Angeli all'interno. Con la morte degli Angeli, le rimanenti forze Chimera rapidamente muoiono. Parker teorizza che probabilmente non possano sopravvivere senza Angeli. Mentre la Bretagna è liberata dalle forze Chimera il resto dell'Europa è ancora occupato.
In quanto a Hale, si presume che fu ucciso dall'esplosione della torre. Per gli americani viene considerato ucciso in azione. Parker non è convinta, infatti crede di aver sentito la sua voce alla radio. Nella scena finale del gioco si può vedere come Hale sia in effetti sopravvissuto, camminando attraverso neve e vento nella campagna inglese, armato solo di una granata. Rapidamente viene catturato da una squadra di soldati con una strana insegna, che appaiono come membri di una specie di forze speciali (i loro corpi vengono trovati in vari punti, soprattutto verso la fine del gioco). Hale in un primo momento sembra propenso ad ucciderli tutti con sé stesso usando la granata rimasta, ma all'ultimo ci ripensa, lasciando cadere a terra la granata senza attivarla e sale su un aereo sotto la loro custodia (il video s'intitola "Una scelta di fede"). Questo lascia intendere un ovvio seguito al gioco.

## Multiplayer
Questo gioco offre una modalità multiplayer on-line, con la quale ci si può sfidare in battaglie con o contro altri giocatori collegati. Esistono varie tipologie di partite, ambientate nelle mappe presenti nella modalità off-line. C'è la possibilità di formare clan, i quali tramite il sito possono organizzare sfide contro altri gruppi di giocatori.
DeathmatchUno scontro all'ultimo sangue dove si ottengono punti per ogni nemico neutralizzato. Viene dichiarato vincitore chi ha ottenuto più punti alla fine della sessione.
Deathmatch a squadreUguale al deathmatch, ma giocato in squadre.
Assalto al nodoIn questa battaglia a squadre devi catturare e difendere i nodi dei Chimera e distruggere il reattore avversario. Si vince conquistando tutti i nodi e distruggendo le barre refrigeranti al loro interno. Una volta conquistato il nodo, esso può essere utilizzato come punto di rigenerazione.
FusioneBisogna infiltrasi in territorio nemico, distruggere il reattore della squadra avversaria e conquistare i nodi da utilizzare come punti di rigenerazione.
Cattura la bandieraBisogna conquistare la bandiera degli avversari e riportarla alla base. In questa battaglia a squadre i punti vengono assegnati in base al numero di bandiere conquistate in un round.
ConversioneBisogna combattere fino alla morte e cercare di essere l'ultimo a sopravvivere. Ogni giocatore ha un numero limitato di vite.

## Creature
Resistance Fall of Man presenta un grandissimo numero di creature Chimera, che non sono altro che umani infettati dal virus da cui prende nome la specie, oppure esseri creati unendo cadaveri di umani infettati.
- Ibridi: il nemico più comune del gioco. Attacca sempre in gruppi numerosi ed è armato di bullseye. Non sono molto forti e possono essere eliminati tranquillamente anche con la Carabina
- Striscianti: piccole creature simili a scarafaggi utilizzati per diffondere il virus chimera. Hanno limitate capacità di volo perciò vengono lanciati all'interno delle cuspidi.
- Saltatori/Rotatori: sono il risultato degli striscianti che non riescono a infettare un corpo. Assomigliano a scorpioni giganti. il primo tipo è il più comune, attacca rapidamente saltando verso le vittime. Il secondo tipo è la versione adulta che, oltre ad avere una pelle più coriacea, sa roteare e sputa acido.
- Sgherri: sono servitori dei chimera, senza armi né armatura, che attaccano come degli zombie. Sono tra i chimera più deboli e per ucciderli basta un colpo corpo a corpo.
- Ululanti: variante quadrupede dei chimera, che ha infettato i cani, la loro corazza è in grado di respingere il fuoco delle armi leggere. L'arma più potente per questo tipo di Chimera è il Rossmore 236.
- Teste d'acciaio: sono una delle specie di Chimera più forti del gioco, perché dotati di corazza e di fucile Auger, arma che emette radiazioni che attraversano i muri.
- Titani: rappresentano il limite evolutivo dei chimera in forma umana, sono armati di lanciamissili. Non utilizzano corazze perché la loro pelle è abbastanza spessa da respingere il fuoco nemico, il loro punto debole è la testa.
- Zombie: rapidi e mimetici, perfetti per le imboscate, sono armati di Reaper e preferiscono muoversi sulle pareti, saltando rapidamente, piuttosto che sul terreno.
- Grigioni: sono Chimera in punto di morte, emanano odore di carne morta. Sono alti più di due metri e i loro attacchi corpo a corpo sono molto potenti. L'arma più efficace contro di loro è l'Arc Charger.
- Azzannatori: ibridi più forti, veloci e aggressivi. Sono armati di Arc Charger.
- Vedovizzatori: gigantesco e pericolosissimo chimera simile ad un ragno. Attacca con gli artigli o rilasciando globuli esplosivi. I punti deboli sono il corpo e la faccia.
- Angeli: la specie chimera più forte dell'intero gioco, è in grado di volare e se ne trovano molti nelle fasi finali. Attaccano lanciando aghi contornati di nubi velenose e allucinogene e tirando "oggetti" esplosivi.
- Erranti: piattaforme mobili chimera armate, equipaggiate con un cannone AA, un lanciamissili e una mitragliatrice. In grado di muoversi su qualunque terreno, hanno un punto debole: il sistema di raffreddamento che hanno sul dorso; quello permette di distruggerli in pochi colpi (è consigliabile sparare a distanza).
- Golia: gigantesco mezzo d'assedio chimera utilizzato per conquistare intere città. La sua arma più potente è la cuspide che rilascia centinaia di striscianti. Il Golia è armato con decine di cuspidi (da evitare in ogni modo).

Tutte le specie chimera si comportano diversamente dalle altre, ad esempio gli ibridi sparano e cercano un riparo mentre i saltatori vengono addosso al giocatore.

## Veicoli
Durante alcune sezioni delle missioni sarà possibile prendere i comandi di due differenti mezzi da combattimento in dotazione agli umani.
- M-12 Sabertooth: Carro armato di tipo medio in dotazione alle truppe dello U.S. Army armato con un cannone ad alto potenziale e di due mitragliatrici pesanti.
- LU-P Lynx: Fuoristrada da ricognizione in forza al Royal Army dotato di una mitragliatrice pesante posteriore.

## Armi
Resistance: Fall of Man presenta, inoltre, un piccolo ma utile arsenale di armi, la maggior parte delle quali frutto della tecnologia chimera che si acquisiscono con lo svolgimento della storia.
- Carabina M5A2: arma iniziale, può sparare colpi a ripetizione. È dotata di un lanciagranate, la granata che lancia è una granata da 40 mm e di una modalità di mira di precisione.
- Bullseye: arma che si acquisisce nelle fasi iniziali ma che verrà potenziata nelle fasi finali, è quella base dei Chimera. Simile alla carabina ma più potente, è inoltre più veloce e spara colpi laser di forma sferica. In più è dotata di un colpo secondario, chiamato tracciatore, che, se utilizzato contro un nemico, consente a tutti i colpi sparati di colpire quel bersaglio, ma ha una durata limitata.
- Bullseye Mark II: Versione potenziata del Bullseye
- Rossmore 236: una delle armi umane del gioco, è il classico fucile a pompa a due canne; molto efficace negli scontri corpo a corpo ravvicinati; fuoco secondario (doppio colpo) molto violento.
- Arc Charger: arma aliena che spara scariche elettriche che si attaccano ai tessuti organici (arma a corto raggio da usare contro molti nemici da distanza ravvicinata) è sbloccabile dopo aver finito il gioco una volta a qualsiasi difficoltà.
- L23 Fareye: è il fucile da cecchino standard delle forze di liberazione inglesi. Come ogni arma del gioco dispone del fuoco secondario: questo crea una specie di effetto "concentrazione" che rallenta l'"environment" e permette (in toto allo zoom di altissima precisione) di inquadrare il bersaglio perfettamente.
- Auger: è l'arma usata dalle Teste d'Acciaio, l'élite dell'esercito Chimera. Molto simile al Bullseye, ha un'autonomia di fuoco più bassa, ma in compenso i suoi colpi sono più potenti e hanno la capacità di oltrepassare gli ostacoli che trovano sul proprio cammino. Il fuoco secondario crea uno scudo davanti al giocatore che lo riparerà da qualsiasi proiettile, tranne ovviamente che da quelli dell'Auger.
- Laark: è un lanciarazzi molto potente dotato di un "caricatore" di due missili; ottimo per la distruzione di massa, ma pericoloso se utilizzato a corto raggio (danni ingenti all'energia del giocatore) è anche in grado di seguire il calore che rileva nelle vicinanze. Il fuoco secondario viene descritto come "freno aereo" e consente di frenare il missile a mezz'aria per poi reindirizzarlo verso un altro obiettivo;
- Reaper: arma aliena formata da due pistole che spara razzi di protoni. Dopo aver puntato il nemico lo segue nei limiti del campo visivo.
- Dragon: arma statunitense usata nella guerra contro l'Europa nel 1939 1942 spara acido caustico infiammato. Il fuoco secondario genera una nube di vapore e carica un certo numero di colpi (tanto maggiori quanto lo è il tempo di caricamento).
- Granata a frammentazione: la classica granata umana; corto-medio raggio.
- Granata aria-combustibile: granata inglese che una volta lanciata emette nell'aria un gas altamente infiammabile; dopo qualche secondo, la bomba genera una piccola esplosione, che crea una reazione a catena, infiammando tutto il gas sparso poco prima, carbonizzando tutto ciò che sta nelle vicinanze; medio - lungo raggio, ottima in situazioni dove ci si può coprire.
- Granata riccio: granata aliena che spara miriadi di spilloni di ferro ovunque; medio raggio, molto potente ed efficace.
- Bomba Backflash: rilascia uno scudo che rimanda indietro i colpi
- XR-005 Hailstorm: spara frecce che rimbalzano sui muri finché non trovano un corpo. La sua arma secondaria è una torretta che spara frecce
- XR-003 Sapper: Spara bombe organiche intelligenti che appena si avvicina un nemico esplodono. Il fuoco secondario detona manualmente le bombe; ottimo in caso di assalto imminente da parte del nemico sotto forma di bipede/quadrupede;
- Splitter: Lancia una serie di proiettili uniti che ricercano il nemico. Sparabili anche a raffiche. Il fuoco secondario consente di separare i colpi in unità distinte, inoltre c'è la possibilità di trattenere il colpo dopo averlo sparato per rilasciarlo in caso di bisogno o per usarlo come un'arma per il combattimento corpo a corpo.

## Sviluppo
Insomniac Games diede vita al progetto di Resistance nel 2004, in concomitanza con la fine dei lavori per Ratchet: Gladiator, dopo essersi accordata con Sony circa lo sviluppo di uno sparatutto in esclusiva per la PlayStation 3, che sarebbe stata annunciata nel corso dell'anno successivo. Lo studio californiano tornò a lavorare su un FPS per la prima volta dal loro debutto con Distruptor, titolo di discreto successo pubblicato per PlayStation nel 1996.
I primi concept render, dichiaratamente ispirati al film Starship Troopers, prevedevano un'ambientazione futuristica, in cui i marine spaziali combattevano contro una razza di lucertole extraterrestri. Tuttavia, il team di sviluppo ritenne che un setting del genere fosse poco originale e decise di optare per una soluzione che unisse gli elementi fantascientifici ad un contesto più realistico. Nacque così l'idea di ambientare il gioco in una versione alternativa del XX secolo, in cui la storia della civiltà umana era stata segnata da un'invasione aliena. Ted Price, CEO di Insomniac, dichiarò in un'intervista per IGN che per la datazione storica gli sviluppatori avessero pensato ad un periodo compreso tra il 1915 e il 1930, ma alla fine ritennero che gli anni Cinquanta fossero la scelta migliore per via della tecnologia bellica disponibile.
Il primo trailer del gioco, ancora privo di un nome ufficiale e soprannominato I-8 in riferimento al fatto che si trattasse dell'ottavo progetto di Insomniac, venne mostrato durante la conferenza Sony all'Electronic Entertainment Expo del 2005, in occasione dell'annuncio della PS3. Il filmato faceva sfoggio di un impressionante numero di unità a schermo per l'epoca, con interi plotoni impegnati a combattere gli alieni, oltre che una discreta interattività con l'ambiente. Nel marzo del 2006, in occasione della Game Developers Conference, lo sparatutto di Insomniac tornò nuovamente sotto i riflettori con il titolo definitivo di Resistance: Fall of Man e una data di lancio prevista entro la fine dell'anno. Lo studio di sviluppo rilasciò più dichiarazioni riguardo i vantaggi garantiti dalla maggior memoria del formato Blu-ray rispetto al DVD e dalle SPU dell'architettura PS3. Nell'ottobre del 2006, la testata giapponese Famitsū svelò che il gioco avrebbe fatto parte dei titoli disponibili dal lancio su PS3.
Resistance: Fall of Man è stato il primo titolo a supportare il codec 7.1 LPCM. Sebbene in fase di sviluppo la risoluzione nativa fosse di 1440x1080 (1080i), a causa di una modifica finale all'hardware della PS3 la versione finale gira ad una risoluzione di 1280x720.

## Accoglienza
Resistance: Fall of Man è stato il primo successo commerciale su PS3, risultando il gioco più venduto al lancio della console e il primo a superare il traguardo del milione di copie. Ha ottenuto il Platinum Award dell'ELSPA per le vendite software nel Regno Unito ed è rimasto in cima alle classifiche di vendita per svariati mesi dopo l'uscita sul mercato. Le recensioni della critica sono state generalmente positive, con un voto medio di 86/100 su Metacritic e un punteggio pari ad 87% su GameRankings. Il titolo è stato nominato ai BAFTA Game Award del 2007 per il premio PC World Gamers, che verrà vinto da Football Manager 2007.

## Doppiaggio
Di seguito è elencato il doppiaggio del videogioco.
| Personaggio        | Doppiatore        |
| ------------------ | ----------------- |
| Nathan Hale        | Matteo Zanotti    |
| Rachel Parker      | Cinzia Massironi  |
| Stephen Cartwright | Stefano Albertini |

## Seguiti
Resistance 2 è il seguito di Resistance: Fall of Man. Nel gioco impersoniamo nuovamente Nathan Hale che deve difendere gli Stati Uniti dalla invasione dei Chimera. Il multiplayer rispetto al primo può contenere 60 giocatori e 8 giocatori in co-op. Il gioco è uscito il 4 novembre 2008 in America e il 28 novembre 2008 in Europa.
Un altro sequel, chiamato Resistance: Retribution, è stato annunciato il 15 luglio 2008 durante la conferenza di Sony all'E3 2008. Il gioco a differenza dei primi capitoli viene presentato in un sparatutto in terza persona ed è stato pubblicato sul PlayStation Portable e sviluppato da Sony Bend, già conosciuta per la serie Syphon Filter. La storia racconta le vicende in Europa, in seguito alle distruzioni delle torri di Londra e con un nuovo personaggio, James Grayson.
L'11 ottobre 2009, il sito Joystiq riporta che è stato avvistato un cartellone pubblicitario di Resistance 3 a Shreveport, in Louisiana. L'uscita del titolo, di nuovo uno sparatutto in prima persona, è poi avvenuta il 6 settembre 2011.
Nella primavera del 2012 è uscito Resistance: Burning Skies per PlayStation Vita, anch'esso uno sparatutto in prima persona.